# Piazza del Quirinale

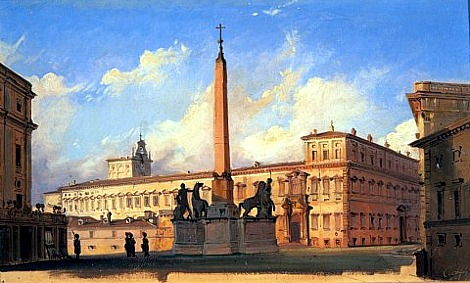
Dipinto La Piazza di Monte Cavallo di Ippolito Caffi del 1847.

Piazza del Quirinale è una piazza romana situata fra Via del Quirinale e Via XXIV Maggio, nei rioni I Monti e II Trevi, sulla sommità dell'omonimo colle.
Dal Medioevo e ancora fino al XIX secolo la piazza era nota come Piazza di Monte Cavallo, dal toponimo "Monte Cavallo" con cui era popolarmente noto il colle Quirinale e le sue "vigne" e che è tuttora attribuito alla via in discesa verso Via della Dataria, alla fontana centrale e a parte dei giardini del Palazzo del Quirinale (quelli retrostanti le Scuderie).

## Descrizione
La piazza è delimitata a nord-est dall'imponente facciata del Palazzo del Quirinale, residenza ufficiale del Presidente della Repubblica Italiana. L'edificio, costruito negli anni 1573–1585 da Martino Longhi il Vecchio e poi (1578) da Ottaviano Mascherino come residenza estiva dei pontefici romani, fu successivamente ampliato dagli architetti Fontana, Ponzio, Maderno e Bernini.
Con la presa di Roma del 20 settembre 1870, il Palazzo divenne sede della monarchia e, dopo il referendum istituzionale del 2 giugno 1946, sede ufficiale della massima magistratura repubblicana.
Al centro della piazza si trova il grande gruppo scultoreo della Fontana dei Dioscuri, chiamato anche Fontana di Monte Cavallo, di età imperiale, proveniente dalle Terme di Costantino e raffigurante i gemelli Castore e Polluce, i Dioscuri, che tengono per le redini i loro cavalli. Inserito nel gruppo, si erge un obelisco proveniente dal Mausoleo di Augusto.
Il lato est della piazza, è delimitato dal Palazzo della Consulta, già sede del tribunale dello Stato Pontificio, poi del Ministero dell'Africa Italiana, e dal 1955 della Corte Costituzionale.
Sul lato opposto della residenza presidenziale si trovano le Scuderie del Quirinale (secolo XVIII, Alessandro Specchi e Ferdinando Fuga). L'edificio, restaurato integralmente negli anni 1997–1999, viene ora utilizzato come sede per mostre d'arte.
Sul lato ovest della piazza una balaustra si affaccia sul panorama della capitale; tra la torre di Urbano VIII e la balaustra una scalea conduce a Via della Dataria, dove si trovava la Dataria apostolica. Il palazzo della Dataria è una pertinenza del Palazzo presidenziale.